# Znameanka Druha
Znameanka Druha (în ucraineană Знам`янка Друга) este o așezare de tip urban din orașul regional Znameanka, regiunea Kirovohrad, Ucraina. În afara localității principale, mai cuprinde și satul Vodeane.

## Demografie
Componența lingvistică a așezării de tip urban Znameanka Druha
     Ucraineană (53,28%)
     Rusă (46%)
     Alte limbi (0,5%)
Conform recensământului din 2001, majoritatea populației așezării de tip urban Znameanka Druha era vorbitoare de ucraineană (53,28%), existând în minoritate și vorbitori de rusă (46%).